# Prodecatoma ranomafanae
Prodecatoma ranomafanae is een vliesvleugelig insect uit de familie Eurytomidae. De wetenschappelijke naam is voor het eerst geldig gepubliceerd in 1952 door Risbec.